# Вредный Фред
«Вредный Фред» — кинофильм 1991 года совместного производства США и Великобритании режиссёра Ате де Йонга, фэнтезийная комедия, выпущенная студиями Polygram и Working Title Films (дистрибуция в прокате New Line Cinema). 
Рик Мэйел исполнил роль Вредного Фреда, воображаемого друга Элизабет, саму взрослую Элизабет сыграла Фиби Кейтс, юную Элизабет — Эшли Пелдон. В фильме также снялись Марша Мейсон, Тим Мэтисон, Рон Элдард и Кэрри Фишер. 
Фильм впервые вышел на экраны 19 апреля 1991 года в США. Просматривать этот фильм можно детям от 13 лет совместно с родителями.

## Сюжет
У Элизабет Кронин сплошные неудачи — она теряет мужа, которого любит, и который уходит от неё к некой Аннабелле. Кроме того, у неё сначала из автомобиля вор похитил сумку с деньгами и документами, а потом и сам автомобиль угнал следом проходивший преступник. В итоге злоключений дня она опоздала на работу (секретарь-стенографист судьи) и осталась без работы. Единственным приятным событием дня была встреча в вестибюле суда одноклассника (Майкл Микки Банс — Рон Элдард), который напоминает ей о её воображаемом друге.
Приехавшая к ней властная мать забирает Элизабет к себе, чтобы жить с ней вместе в своём старом доме.
В своей детской комнате она находит чёртика из табакерки, который в детстве был её воображаемым другом — Вредным Фредом. В отличие от Элизабет, которая была полезной, доброй и невинной, Фред был нарушителем спокойствия, приносящим Элизабет одни проблемы. Фред живёт в воображении Элизабет, но в то же время он является для неё вторым я. На самом деле Фред существует для сублимации злых эмоций Элизабет, мать которой была очень строгой и требовательной к ней.
Мама Элизабет обращается к врачу-психиатру (его сыграл Дэниел Бачен). Психиатр прописывает ей психотропные препараты для того, чтобы избавить от видений Фреда. Она возвращается к мужу, но потом узнаёт, что он всё ещё обманывает её. Перед тем как принять последнюю пилюлю для избавления от Вредного Фреда Элизабет снова видит его, и он просит её, чтобы она пошла с ним в воображаемый мир. Там Фред помогает ей принять важное решение: не разрешать больше матери и мужу Элизабет управлять её жизнью. Фред говорит ей, что теперь она больше не нуждается в нём, с чем Элизабет очень неохотно соглашается, целует его на прощание, и Вредный Фред исчезает. Элизабет же уезжает от матери, забирая с собой Чёртика из табакерки, и начинает новую жизнь.
В финале фильма показана дочь Микки, которая создаёт беспорядок в доме и обвиняет в этом Вредного Фреда. Вредный Фред в действительности никуда не ушёл — он стал воображаемым другом этой маленькой девочки. Теперь с Фредом, как раньше Элизабет в детстве, играет дочь Микки, проказничает вместе с ним, устраивает различные шутки и розыгрыши над своей няней.

## В ролях
- Фиби Кейтс — Элизабет «Лизи» Кронин
- Рик Мэйел — Вредный Фред
- Марша Мейсон — Полли Кронин
- Тим Мэтисон — Чарльз
- Рон Элдард — Микки
- Кэрри Фишер — Джени
- Кейт Чарльз — Мюррэй
- Эшли Пелдон — юная Элизабет

## Критика
Американский критик Стивен Холден отметил в выпуске «The New York Times» от 24 мая 1991 года, что фильм фрагментами смотрится как направленный на детскую аудиторию, а частью, как «взрослое» кино. По словам критика, «фрейдистский юмор» фильма выглядит таким натянутым, что трудно даже вообразить, для кого он, собственно, предназначался. Если бы не тонкая прорисовка Фиби Кейтс, по сравнению с другими мультяшными изображениями, то «неистовая» игра Рик Мэйела выглядела бы совсем скверно.
Немецкий «Лексикон международных фильмов» отмечает, что в фильме за грубыми шутками часто скрыта «едкая критика американского образа жизни». Этот фильм предлагается для просмотра любителям «занимательного развлечения» и «чёрного юмора».

## Съёмки и прокат
Фильм снимался в Миннеаполисе, в Сент-Поле и Чанхассене (Миннесота). Сборы в кинотеатрах США составили около 13 900 000 долларов США.